# Pestarena
Pestarena (In der Mattu in walser) è una frazione di Macugnaga, comune della provincia del Verbano-Cusio-Ossola in Piemonte.

## Geografia
Questo abitato è situato a circa 1040 m di altitudine ed è ai piedi dell'Alpe Garda. È presente una miniera aurifera.

## Storia
La frazione di Pestarena viene citata per la prima volta nel 999 con il suo inserimento nella Corte Vaccarezza della protocarta. Il villaggio è composto da pastori, agricoltori e minatori. Il piccolo borgo inizia ad espandersi nella metà del XVI secolo quando viene registrata la presenza di 15 famiglie grazie all'immigrazione di tirolesi e imprenditori nel campo minerario. In questi secoli la comunità di Pestarena diventa proprietaria dell'Alpe Garda e in forma consorziata degli alpeggi della Val Moriana. 
Fino al 1880 Macugnaga è suddivisa amministrativamente in quattro quartieri, Pestarena fa parte del quarto quartiere con anche l'abitato di Stabioli. Le due frazioni hanno sia interessi comuni ma anche gestioni amministrative e territori indipendenti, ciò ha portato all'atto del 9 ottobre del 1640 davanti al pretore di Vogogna in cui vengono redatti i confini tra i due abitati e i diritti di ognuna nelle zone prossimali al ponte del Vaud.
Al 26 agosto 1709 viene redatto tra i vicini di Pestarena un documento per fissare delle norme statutarie, in modo i riservare dei diritti di usufrutto dei beni comunali ai vicini ed escludendo quelli che non pagano le tasse del comune e del quartiere.
Dal XVII secolo, attorno alle due fiancate della valle della frazione si moltiplicano le perforazioni per la ricerca dell'oro, andandosi a sommare alle miniere più antiche. Si inizia ad avere un rapido afflusso di operai provenienti dall'esterno con un picco di popolazione tra la metà del XIX secolo e la metà del XX secolo. Dal 1950 circa l'attività mineraria viene abbandonata e la frazione conseguentemente subisce uno spopolamento.   

## Monumenti
- Oratorio di San Giovanni Battista: edificio a pianta rettangolare del XVI secolo con un piccolo campanile sulla cuspide della facciata. Vicino ad esso si trova il cimitero.
- Monumento del minatore in piazza posato il 13 febbraio 2011.
- Entrata principale della miniera[3].
- La "pesta" o mulino a pestelli posta in fondo alla piazza.